# Peter de Vries
Peter de Vries (Chicago, Illinois, 27 de fevereiro de 1910 – Norwalk, Connecticut, 28 de setembro de 1993) foi um novelista conhecido pelo seu tom satírico.

## Biografia
De Vries nasceu em Chicago, Illinois, em 1910. Ele foi educado em escolas da Igreja Reformada Cristã Holandesa, graduando-se no Calvin College em Grand Rapids, Michigan em 1931. Ele também estudou na Northwestern University. Ele se sustentou com uma série de empregos diferentes, incluindo os de operador de máquina de venda automática, vendedor de toffee apple, ator de rádio nos anos 1930 e editor da revista Poetry de 1938 a 1944. Durante a Segunda Guerra Mundial, De Vries serviu na Marinha dos Estados Unidos, alcançando o posto de Capitão e foi destacado para o Escritório de Serviços Estratégicos (OSS). Muito pouco se sabe sobre sua época no exército ou com aquela organização secreta, a predecessora da CIA.
Ele se juntou à equipe da revista The New Yorker por insistência de James Thurber e trabalhou lá de 1944 a 1987, escrevendo histórias e retocando legendas de desenhos animados. Um escritor prolífico, De Vries escreveu contos, resenhas, poesia, ensaios, uma peça, novelas e vinte e três romances. Filmes feitos a partir dos romances de De Vries incluem The Tunnel of Love (1958), que também foi uma peça de sucesso da Broadway; Como eu te amo? (1970, baseado em Let Me Count the Ways ); Pete 'n' Tillie (1972, baseado em Witch's Milk); e Reuben, Reuben (1983), que também inspirou uma peça da Broadway, Spofford. Anteriormente, em 1952, De Vries também contribuiu para a escrita da revista da Broadway New Faces de 1952. Embora tenha obtido sucesso por cinco décadas, todos os seus romances estavam esgotados na época de sua morte.
James Bratt descreve De Vries como "um Jeremias secular, um missionário ICRAN renegado para o grupo inteligente".

## Trabalhos
- But Who Wakes the Bugler? (1940)
- The Handsome Heart (1943)
- Angels Can't Do Better (1944)
- No But I Saw the Movie (1952)
- The Tunnel of Love (1954)
- Comfort Me with Apples (1956)
- The Mackerel Plaza (1958)
- The Tents of Wickedness (1959)
- Through the Fields of Clover (1961)
- The Blood of the Lamb (1961)
- Reuben, Reuben (1964)
- Let Me Count the Ways (Little, Brown and Co., 1965)
- The Vale of Laughter (1967)
- The Cat's Pajamas (1968)
- Witch's Milk (1968)
- Mrs. Wallop (1971)
- Into Your Tent I'll Creep (1971)
- Without a Stitch in Time (1972)
- Forever Panting (1973)
- The Glory of the Hummingbird (1974)
- I Hear America Swinging (1976)
- Madder Music (1977)
- Consenting Adults; or, The Duchess Will Be Furious (1980)
- Sauce for the Goose (1981)
- Slouching Towards Kalamazoo (1983)
- The Prick of Noon (1985)
- Peckham's Marbles (1986)

### Histórias curtas e peças humorísticas
- De Vries, Peter (1 de janeiro de 1949). «Open House». The New Yorker. 24 (45): 40–43 Short story.
- De Vries, Peter (4 de fevereiro de 1950). «Jam Today». The New Yorker. 25 (50): 34–35 Humorous piece about jazz snobs.
- De Vries, Peter (8 de abril de 1950). «Intruder In The Dusk». The New Yorker. 25 (66): 37–38 Short story in the style of William Faulkner.